# Présidence d'Ilham Aliyev

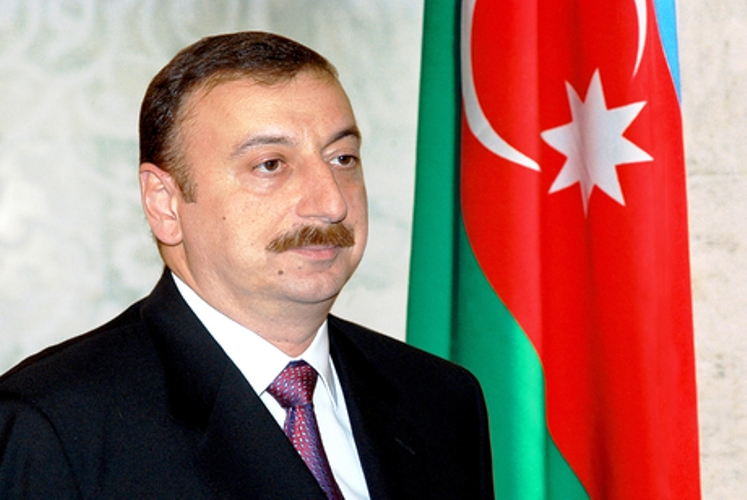
Ilham Aliyev en 2014.

Ilham Aliyev est le cinquième président de la république d'Azerbaïdjan. Initialement élu en en 2003, il a été réélu quatre fois (2008, 2013, 2018, 2024) au poste de président.

## Diplomatie pétrolière
Le 3 février 2004, il signe avec les présidents azerbaïdjanais, géorgien et turc, un traité de financement du projet Bakou-Tbilissi-Ceyhan. Le 16 octobre de la même année, Ilham Aliyev a assisté à une cérémonie d'unification des sections azerbaïdjanaise et géorgienne de l'oléoduc principal Bakou-Tbilissi-Ceyhan à la frontière azerbaïdjanaise-géorgienne.
Le 17 septembre 2017, un autre traité est signé par Ilham Aliyev sur le développement conjoint de trois champs pétrolifères dans le secteur azerbaïdjanais de la mer Caspienne jusqu'en 2050. Le précédent contrat était valable jusqu'en 2024. Dans le nouvel accord, la Compagnie pétrolière nationale de la république d'Azerbaïdjan (SOCAR) a augmenté sa part de 11 % à 25 %.

## Politique extérieure

### Relations avec les États-Unis
Le 28 avril 2006, une réunion d'Ilham Aliyev et du président des États-Unis d'Amérique, George W. Bush, a eu lieu à la Maison-Blanche à Washington. Lors de la réunion, les parties ont discuté de la mise en œuvre du projet Bakou-Tbilissi-Ceyhan, ainsi que de la situation dans la région et sur la scène internationale.
Le 21 septembre 2017, Ilham Aliyev a rencontré le président américain Donald Trump à New York, dans le cadre de la 72ème Assemblée des Nations unies.

### Relations avec l'Union européenne
Dans le cadre de la visite de travail d'Ilham Aliyev en France, le 24 juin 2014 à Strasbourg, il a rencontré Anne Brasser, présidente de l'Assemblée parlementaire du Conseil de l'Europe. Les parties ont discuté de l'état actuel et des perspectives de coopération entre l'Azerbaïdjan et l'Assemblée parlementaire du Conseil de l'Europe. Ilham Aliyev a également rencontré le secrétaire général du Conseil de l'Europe, Thornbjorn Jagland. Il a aussi prononcé un discours sur l'Assemblée parlementaire du Conseil de l'Europe.
Le 14 novembre 2016, le Conseil de l'UE a approuvé le mandat de la Commission européenne et du haut représentant de l'UE pour les négociations avec l'Azerbaïdjan. Le 6 février, Ilham Aliyev s'est rendu à Bruxelles et, le 7 février, la discussion a commencé.

### Participation au forum de Davos
En janvier 2018, Ilham Aliyev a fait une autre visite à Davos pour participer au Forum économique mondial où il a pris part aux discussions sur le thème « Perspectives stratégiques : Eurasie ».

### Relations avec la Chine
Le 6 février 2018, un mémorandum a été signé entre la société civile des chemins de fer d'Azerbaïdjan et la société chinoise pour la construction de routes et de ponts dans le cadre de la conférence internationale de Pékin.

### Relations avec l'ONU
Le 28 avril 2015, le Forum mondial des sociétés ouvertes a été lancé à Bakou avec la participation d'Ilham Aliyev.

### Relations avec l'OTAN
Le 8 novembre 2006, Ilham Aliyev s'est rendu au siège de l'OTAN pour discuter des relations entre l'OTAN et l'Azerbaïdjan, ainsi que des questions de sécurité régionale. Au cours de la visite, il a rencontré le secrétaire général de l'OTAN, Jaap de Hoop Scheffer, a prononcé un discours devant le Conseil de l'Atlantique nord et discuté de la voie à suivre pour le développement du partenariat. Général.

### Relations avec l’OCI
Une réunion d'urgence de l'Organisation de la coopération islamique à la Mecque s'est tenue en décembre 2005, avec la participation d'Ilham Aliyev. Dans le cadre de cette visite, le président azerbaïdjanais a rencontré le Premier ministre malaisien Abdullah Ahmed Badawi, le président pakistanais Pervez Mucharraf, représentant plénipotentiaire du président de la Russie dans le District fédéral extrême-oriental Kamil Iskhakov, le secrétaire général de l'OCI Ekmeleddin Ihsanoglu, président de la Grande Assemblée nationale de Turquie Bulend Arynjem et d'autres fonctionnaires.
La 33ème session des ministres des Affaires étrangères des pays membres de l'OCI avec la participation d'Ilham Aliyev a commencé à Bakou, en 2006, à la suite de la session, la présidence de l'Organisation a été transférée en Azerbaïdjan.